# TE-12
El TE-12 (Tren Eléctrico 2012) es el quinto modelo de tren que empezó a operar en el Tren ligero de la Ciudad de México. 

## Historia
En Estos trenes son idénticos a los TE-90, en cuanto al esquema de pintura y características técnicas se refiere, además de que sus fabricantes son los mismos (Concarril, Bombardier y Siemens).
En 1990, 1995 y 2008 un nuevo modelo de tren fue entregado, el TE-90, TE-95 y TE-06  se unió a los trenes ya existentes en el sistema de tren ligero

## Otras características
- Bocinas de aire
- Sistema de aviso de estaciones y recomendaciones
- Adición de faros halógenos
- Pintura resistente al vandalismo
- Sistema de vídeo entretenimiento